# Liste der denkmalgeschützten Objekte in Steinbach am Attersee
Die Liste der denkmalgeschützten Objekte in Steinbach am Attersee enthält die 6 denkmalgeschützten, unbeweglichen Objekte der oberösterreichischen Gemeinde Steinbach am Attersee.

## Denkmäler
| Foto |                 | Denkmal                                                                     | Standort                                                  | Beschreibung | Metadaten |
| ---- | --------------- | --------------------------------------------------------------------------- | --------------------------------------------------------- | --- | --- |
| ja   | Datei hochladen | Jagdhaus Aufzug HERIS-ID: 73842 Objekt-ID: 87196                            | Aufzug 3 Standort KG: Steinbach am Attersee               | | BDA-Hist.: Q38133650 Status: § 2a Stand der BDA-Liste: 2025-06-30 Name: Jagdhaus Aufzug GstNr.: .115, .114, .113                                                          |
| ja   | Datei hochladen | Haus Sliwinski, Villa Bauernfeind HERIS-ID: 41657 Objekt-ID: 42205          | Friedrich-Gulda-Weg 18 Standort KG: Steinbach am Attersee | | BDA-Hist.: Q38002055 Status: Bescheid Stand der BDA-Liste: 2025-06-30 Name: Haus Sliwinski, Villa Bauernfeind GstNr.: .175                                                |
| ja   | Datei hochladen | Gustav Mahler-Komponierhäuschen HERIS-ID: 38548 Objekt-ID: 38130            | bei Seefeld 14 Standort KG: Steinbach am Attersee         | Gustav Mahler wohnte in den Sommermonaten von 1893 bis 1896 im alten „Gasthof zum Höllengebirge“ in Steinbach am Attersee und komponierte dort einige seiner Werke. Um in Ruhe und Abgeschiedenheit ungestört arbeiten zu können, wurde am Seegrundstück das Komponierhäuschen errichtet. 1983 wurde es originalgetreu renoviert. | BDA-Hist.: Q28836318 Status: Bescheid Stand der BDA-Liste: 2025-06-30 Name: Gustav Mahler-Komponierhäuschen GstNr.: 850/1 Gustav Mahlers Komponierhäuschen, Steinbach     |
| ja   | Datei hochladen | Heimathaus mit Holzknechtmuseum HERIS-ID: 73905 Objekt-ID: 87286            | Seefeld 26 Standort KG: Steinbach am Attersee             | Die ehemalige Unterkunft des Holzhüters der k. u. k. Salinenforste beherbergt heute ein Museum mit dem Schwerpunkt der Holzbringung im Atterseegebiet. | BDA-Hist.: Q38133678 Status: § 2a Stand der BDA-Liste: 2025-06-30 Name: Heimathaus mit Holzknechtmuseum GstNr.: .43/4 Holzknechtmuseum, Steinbach am Attersee             |
| ja   | Datei hochladen | Kath. Pfarrkirche hl. Andreas mit Friedhof HERIS-ID: 52598 Objekt-ID: 59844 | Steinbach 1a Standort KG: Steinbach am Attersee           | Eine spätgotische, zweischiffige Hallenkirche aus dem Jahr 1516 mit einer neugotischen Einrichtung. Dem Kirchturm ist ein barocker Zwiebelhelm aufgesetzt. | BDA-Hist.: Q17048566 Status: § 2a Stand der BDA-Liste: 2025-06-30 Name: Kath. Pfarrkirche hl. Andreas mit Friedhof GstNr.: .52, 943 Sankt Andreas (Steinbach am Attersee) |
| ja   | Datei hochladen | Ensemble Wolterhäuser HERIS-ID: 52597 Objekt-ID: 59843seit 2017             | Weissenbach 5, 6, 7 Standort KG: Steinbach am Attersee    | | BDA-Hist.: Q38052853 Status: Bescheid Stand der BDA-Liste: 2025-06-30 Name: Ensemble Wolterhäuser GstNr.: 1420, 1427/2, .245                                              |

## Ehemalige Denkmäler
| Foto |                 | Denkmal                                              | Standort                                   | Beschreibung | Metadaten |
| ---- | --------------- | ---------------------------------------------------- | ------------------------------------------ | ------------ | --- |
| ja   | Datei hochladen | Chandler-Haus mit Bootshaus Objekt-ID: 87202bis 2012 | Dorf 21 Standort KG: Steinbach am Attersee |              | BDA-Hist.: Q106653895 Status: § 2a Stand der BDA-Liste: 2012-06-06 Name: Chandler-Haus mit Bootshaus GstNr.: .178, 1512/1 |